# Estación Cereales
Cereales es una estación ferroviaria ubicada en el paraje del mismo nombre en el Departamento Atreucó, Provincia de La Pampa, Argentina.

## Ubicación
La estación se encuentra a 600 km de la Ciudad Autónoma de Buenos Aires.

## Servicios
No presta servicios de pasajeros ni de cargas, sin embargo sus vías están concesionadas a la empresa Ferroexpreso Pampeano.